# Christophe Colomb (opéra)
Pour les articles homonymes, voir Colomb et Christophe Colomb (homonymie).
Pour l’article ayant un titre homophone, voir Colon.

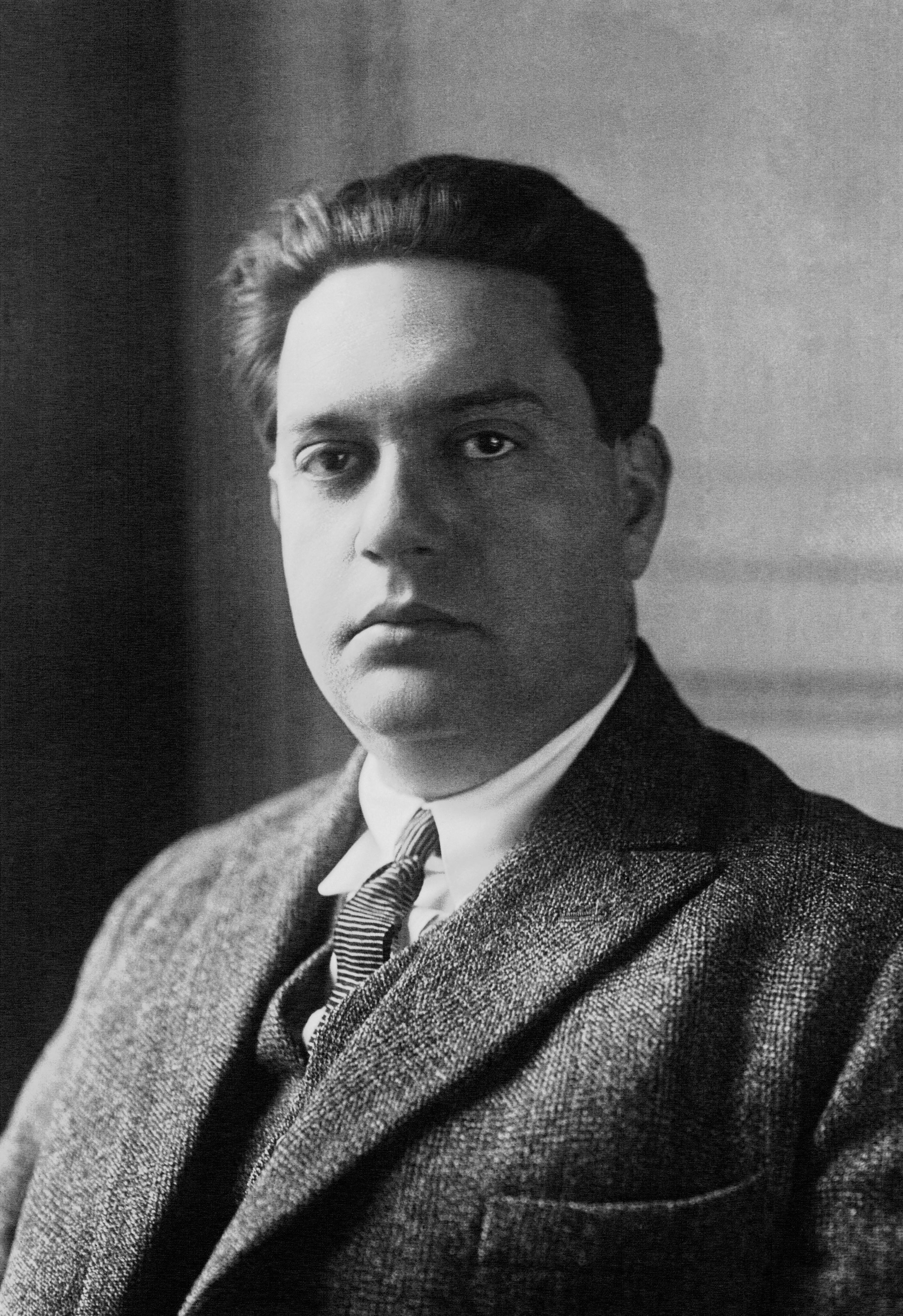
Darius Milhaud

Christophe Colomb est un opéra en deux actes de Darius Milhaud. Le livret du poète Paul Claudel est basé sur sa propre pièce Le livre de Christophe Colomb. L'opéra est joué pour la première fois à l'Opéra d'État Unter den Linden de Berlin le 5 mai 1930 avec une traduction en allemand de Rudolph Stephan Hoffmann. Milhaud écrit une seconde version de l'opéra en 1955. L'opéra se joue sur une grande scène et requiert de nombreux accessoires. Comme dans beaucoup de ses œuvres, Milhaud utilise la polytonalité.

## Personnages
| Rôle                              | Voix     | Acteur lors de la première représentation Chef d'orchestre : Erich Kleiber |
| --------------------------------- | -------- | -------------------------------------------------------------------------- |
| Colomb jeune                      | baryton  | Theodor Scheidl                                                            |
| Colomb âgé                        | basse    | Emanuel List                                                               |
| La Reine Isabelle Ire de Castille | soprano  | Delia Reinhardt (27.4.1892 - 06.10. 1974)                                  |
| La femme de Colomb                | soprano  | Margherita Perras                                                          |
| Majordome                         | ténor    | Fritz Soot                                                                 |
| Le Roi Ferdinand II d'Aragon      | basse    |                                                                            |
| Maître de cérémonies              | ténor    |                                                                            |
| Narrateur                         | récitant |                                                                            |

## Argument
L'opéra narre la vie de Christophe Colomb au travers d'épisodes non chronologiques et parfois allégoriques. L'ouvrage fait référence au mythe de l'Atlantide et reprend le thème de la lutte de l'homme contre les forces hostiles de la nature.

## Discographie
- Robert Massard (Christophe Colomb), Janine Micheau (Isabelle), Jean Marchat (le récitant), Xavier Depraz, Chœurs de la RTF, Orchestre radio lyrique, Manuel Rosenthal (dir.) - Disques Montaigne, 1987 (TCE 9750), enregistré en public au Théâtre des Champs-Élysées, le 31 mai 1956

## Sources
- (en) The Viking Opera Guide ed. Holden (Viking, 1993)
- (it) Del Teatro
- (en) Amadeus Online